# Tico Medina
Escolástico Medina García (Píñar, Granada, 11 de setembre de 1934 - 5 de juliol de 2021) fou un periodista espanyol, considerat un dels mestres del periodisme a l'Estat en la dècada de 1950. Va ser fundador de l'Acadèmia de les Ciències i les Arts de Televisió d'Espanya.

## Biografia
Conegut familiarment com a Tico, va néixer en Píñar, petit poble de Los Montes de Granada. Es va especialitzar en entrevistes. La seva carrera va començar a Granada, a Radio Granada i a Diario Ideal.
El 1956 també escrivia al diari Informaciones i més endavant al diari Pueblo fins al 1968. En premsa escrita, va ser redactor en cap de la revista ¡Hola!, corresponsal de guerra i enviat especial en una bona part del món. El 1971 va entrar a treballar al diari ABC a cap de reporters i entre 1975 i 1977 va ser responsable de reportatges especials. Hi va tornar en una segona etapa del 1979 al 1984, i després el 1988.
Present en televisió des dels seus inicis a Espanya, en els anys 50, es va fer popular en posar-se al capdavant del primer programa d'entrevistes de Televisió Espanyola, anomenat Tele-Madrid (1957), al costat de Yale. En anys successius va mantenir una presència constant en la pantalla petita, que es va prolongar fins a la dècada de 2000. Va ser corresponsal a Mèxic entre 1977 i 1978. Fou col·laborador habitual en el programa de Juan y Medio a Canal Sur, i el 2015 va col·laborar en el programa Herrera en COPE. També col·laboraria amb Antena 3 i Telemadrid.
També fou puntualment guionista de cinema, destacant-ne les pel·lícules Aprendiendo a morir (1962) de Pedro Lazaga o La niña de luto (1964) de Manuel Summers. També va publicar més de vint llibres, alguns dels quals centrats en la vida de personatges com Cayetana Fitz-James Stuart, Julio Iglesias i Lola Flores.
Va entrevistar personatges com Salvador Dalí, Fidel Castro, Richard Nixon, Saddam Hussein, Che Guevara o Pablo Neruda. Entre els seus premis s'inclouen dos Premis Ondas i una Antena de Oro. Fou acadèmic honorari de la Academia de Buenas Letras de Granada.
Va morir el 5 de juliol de 2021 als 86 anys.

### Premis
- Premi Ondas. (1961)
- Medalla d'Andalusia. (2008)[1]
- Medalla al Mèrit en el Treball. (2017)[6][1]

## Trajectòria a televisió
- Tele-Madrid (1957)
- Plaza de España (1957)
- Sierra, mar o nada (1958)
- Cuarta dimensión (1960-1961)
- Tercer grado (1963)
- A toda plana (1965)
- Buenas tardes (1970-1971)
- España en directo (1971)
- 24 horas (1972-1973)
- Todo es posible en domingo (1974)
- Revistero (1975-1976)[7]
- Hoy por hoy (1976)
- Gente del sábado (1977)
- Las buenas noticias 1978)
- 300 millones (1978-1983)
- A toda página (1995-1997)
- Extra Rosa (1997)[8]
- Mayores sin reparos (1997)[9]
- Las mañanas de Rosa (1999)
- Con T de tarde (2001-2003)